# Official Nintendo Magazine
Az Official Nintendo Magazine vagy ONM egy brit és ausztrál magazin, ami Nintendo DS és Wii konzolokra megjelent videojátékokkal foglalkozik. Eredetileg az EMAP(OCLC 52080622) adta ki Nintendo Magazine System néven. Ekkoriban az újság Nintendo Entertainment System, Super Nintendo Entertainment System és Game Boy konzolokkal foglalkozott. Később átnevezték Nintendo Magazine-ra, majd Nintendo Official Magazine-ra. Ezen címek alatt jelent meg tizenkét évig az EMAP gondozásában egészen 2006-ig amikor felvásárolta a magazin jogait a Future Publishing.(OCLC 46390444) Az első Future Publishing által kiadott lapszám 2006. február 16-án jelent meg. Az ötvenedik lapszám 2009. november 23-án jelent meg. Az ausztrál változat a Nintendo Magazine System utódja nem összetévesztendő a brit kiadvánnyal. A 2014. október 14-én megjelent 114. számmal együtt bejelentették, hogy megszűnik a magazin.

## Története
A Mean Machines; egy brit játékokkal foglalkozó újság két különálló magazinra szakadt; az egyik a Sega míg a másik a Nintendo platformjaival foglalkozott. A Sega konzoljaival foglalkozó újság megtartotta az eredeti magazin nevét; és Mean Machines Sega lett, míg a Nintendo magazint Nintendo Magazine System névre keresztelték. A Nintendo Magazine System első lapszáma 1992. október 1-jén jelent meg. Először Nintendo Magazine-ra, majd Nintendo Official Magazine-ra, utána pedig Nintendo Official Magazine UK-ra változtatták a nevét mielőtt a kiadója a Future Publishing lett. Miután ez megtörtént az újságot átnevezték a jelenlegi nevére; az Official Nintendo Magazine-ra. Új szerkesztőket vettek fel és a számozását is újraindították. 2009. november 20-án jelent meg az ötvenedik lapszáma.
2008. december 15-én a Future Publishing kiadta az Official Nintendo Magazine-on alapuló Official Nintendo Magazine for Australia & New Zealand első lapszámát. Ez lett a második Nintendo által jóváhagyott újság Ausztráliában és Új-Zélandon az ausztrál Nintendo Magazine System után, ami 2000-ben szűnt meg.

## Rovatok
- Welcome – A lapszám rövid összefoglalója Neil Long szerkesztőtől. Itt találhatóak meg az elérhetőségek.
- Contents – AZ cikkek külön alkategóriákra vannak lebontva.
- Select -
  - General – Hírek az új játékokról, interjúk, videojátékokhoz kapcsolódó filmek.
  - Number Crunch – A hónap hírei számokban.
  - Global – Nintendóval kapcsolatos hírek a világ minden területéről.
  - Opinion – A szerkesztőség egyik tagja kifejti a véleményét egy adott témáról.
  - To Do List – A következő négy hét eseményei.
  - Hotlist – A Nintendóval kapcsolatos legjobb esemény.
  - The ONM 10: Egy top 10-es lista, aminek témája minden hónapban más.
- Feedback – Levelezési rovat, amibe a hónap legjobb levelei, e-mailei és fórum hozzászólásai kerülnek be.
  - In a word – Az olvasók e-maileire, leveleire és fórum hozzászólásaira egy szóban válaszolnak a szerkesztők.
  - Top tweets – A legjobb Twitter hozzászólások.
  - Text the Editor – A legjobb szövegek amiket Neil Long-nak küldtek.
  - My Collection – Egy rövid interjú egy Nintendóval kapcsolatos gyűjtővel.
  - Web Forum Poll – Egy szavazás, amit a magazin weboldaláról emelnek át.
  - Cover Versions – A hónap legjobb borítói a fórumokról.
  - Golden Goombas – Díjak a legjobb témáknak a fórumon.
  - The Gallery – Olvasók által küldött képek.
- Features – Szócikkek bizonyos témákról (easter eggek, 50 legjobb...).
- Previews – Játék előzetesek. Az előzetesek a tesztekhez hasonlóak azzal az eltéréssel, hogy míg az előzetesek inkább arról szólnak mit gondol a szerkesztő a játékról, addig egy teszt pedig magáról a játékról.
- Reviews – Az új játékok részletes elemzései. A pontszámot százalékban adják meg, és a tesztek végén össze van foglalva az adott játék ró és rossz tulajdonságai.
  - Round up – A hónap legrosszabb játékainak rövid összefoglalója.
  - Download – Letölthető WiiWare és DSiWare játékok rövid elemzése.
- Directory -
  - Game Guides – Segítségek, végigjátszások és tippek.
  - Replay: Retro játékok
  - Challenges – Ranglisták és legjobb pontszámok.
  - Rated Wii – A legjobb 20 Wii játék.
  - Rated DS – A legjobb 20 DS játék.
  - Rated Wii Virtual Console – A legjobb 25 Virtual Console játék.
  - Rated WiiWare – A legjobb 15 WiiWare játék.
  - Rated DSiWare – A legjobb 15 DSiWare játék.
- Back Page – A hátsó oldalak tartalma gyakran változik, néhány közüle:
  - Nintendo A-Z – Nevezetes események listája, játékok és termékek a Nintendótól, mindegyik az ábécé egy bizonyos betűjével kezdődik. Lapszámról lapszámra haladnak az ábécé betűi között.
  - Warp Zone – Ezen oldalon videojátékok paródiáiról láthatóak képek és leírások.
  - Puzzle Page – Nintendós keresztrejtvények.

## Pontozási rendszer
Az Official Nintendo Magazine százalékos értékelést használ. A rendszert a következő szerint kell értelmezni:
- 0-19%  = Játszhatatlan (Unplayable)
- 20-49% = Gyenge (Poor)
- 50-69% = Átlagos (Average)
- 70-89% = Kiváló (Excellent)
- 90+%   = Arany díj (The Gold Award)

## A Arany díj
Ha egy játék 90% vagy annál jobb értékelést kapott akkor az megkapja az „Arany díjat” (The Gold Award). A játékok gyakran használják az Arany díj logóját a borítóikon (ilyen például a The Legend of Zelda: The Wind Waker európai kiadása).